# Монофеліти
Монофеліти або монотеліти (від грец. μόνος — одна та грец. θέλημα — воля) — прихильники християнського релігійно-філософського вчення, що склалося у VII ст. у Візантії як компромісна та об'єднувальна доктрина між халкедонськими та нехалкедонськими церквами. Вони вважали, що Христос мав дві природи: людську та божественну, але одну волю і одну «енергію». Є хибна думка, що, згідно з монофелітством, самостійність людської волі Христа зникала в результаті поглинання божественною волею. Але це не так, тому що монофеліти відносили волю до іпостасі, а не до природи, як це робили діофеліти. Суб'єктом воління був Сам Христос, а не Його дві природи, тому і була у Христі єдина Боголюдська воля. Вчення монофелітів виникло як спроба досягти єдності між церквами, що сповідували Халкедонську догматику, та Давньосхідними церквами, що сповідували монофізитську христологію, засуджену на Ефеському соборі. Монофелітство як єдина віра Кафолічної церкви, було офіційно схвалено в «Екфесисі» 638 року імператора Іраклія.
Проти монофелітів виступав Максим Сповідник, який стверджував, що людська воля Христа належить Його природі, бо у Христа не може бути іпостасної волі, як у інших людей, але вона зберігала самостійне буття і лише в акті вільного вибору підкорялася божественній природній волі. Врешті-решт, монофеліти були засуджені як єретики папою Мартіном I на Латеранському синоді 649 року, а у 680–681 їх засудив і Третій Константинопольський (6-й Вселенський) собор.
З розгромом монофелітів у Візантії утвердилося вчення про дві природи і дві волі Христа. Після цього Давньосхідні церкви, які вбачали в монофелітстві компроміс заради єдності всієї церкви, теж відмовилися від нього як від майже єретичної діофізитської доктрини.

## Видатні монофеліти
- Сергій, патріарх Константинопольський (610-638)
- Кір, єпископ Фасіса
- Феодор, єпископ Фарана (Синайський півострів)
- Гонорій I, папа Римський